# Atta sexdens
Atta sexdens är en myrart som först beskrevs av Carl von Linné 1758.  Atta sexdens ingår i släktet Atta och familjen myror. Inga underarter finns listade.

## Bildgalleri

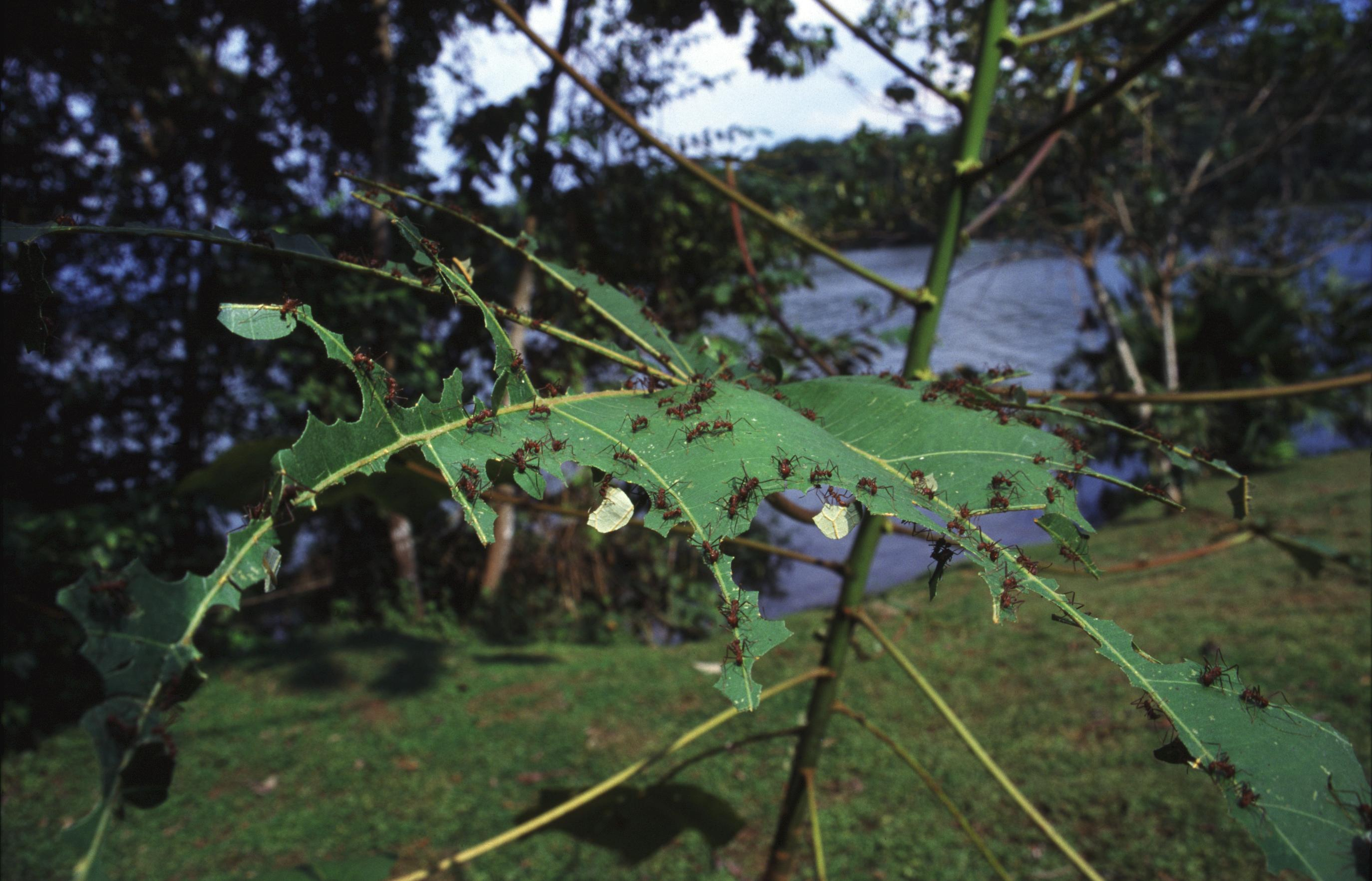
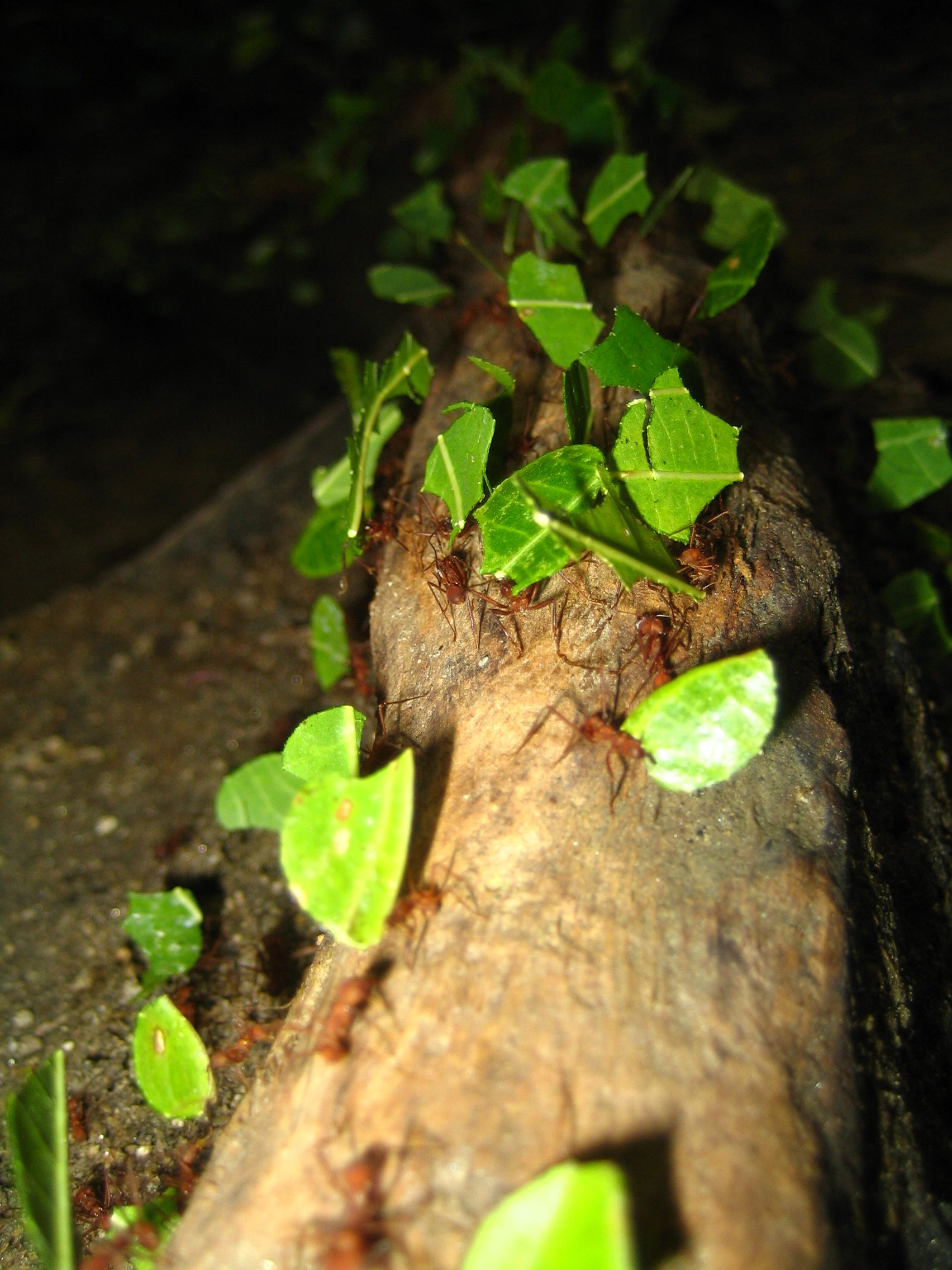